# درخت سقز
درخت سقز که با نام علمی Sapium glandulosum نیز شناخته می‌شود، یک گونهٔ درختی از خانوادهٔ فرفیونیان است. این گیاه بومی قلمرو نوگرمسیری مکزیک و کارائیب جنوبی تا آرژانتین است، و در جاهای دیگر نیز کشت شده‌است. این گیاه شناخته‌شده‌ترین گونهٔ Sapium است. نام‌های متداول آن شامل درخت سقز، درخت شیر، شیر زیتون و درخت زیتون نر است.
این گونه ای از درختان تا ارتفاع ۳۰ متر است که معمولاً دارای ریشه‌های پشتیبان و تنه‌های چندتایی هستند. بخش‌های چوبی کوچکتر می‌توانند دارای خارهای کوتاه ضخیم باشند. این درخت دارای یک پوستهٔ بیرونی نازک، تکه‌تکه، پوسته پوسته و خراشدار و یک پوستهٔ داخلی ریزدانه است. این درخت مقدار زیادی لاتکس شیری تولید می‌کند. برگ‌ها دارای چیدمان متناوب و دندانه‌های کشیده یا بیضی شکل هستند که طولشان به ۲۷ سانتی‌متر و عرض ۸ سانتی‌متر می‌رسد. برگ‌های تازه روئیده دندانه‌های غده بر سر دارند. این گونه تک پایه (دارای نر و مادگی در آن واحد) است. گل‌آذین آن به صورت چیدمان میخ مانندی از خوشه‌های گل نر و تعداد کمی گل ماده در پایه است. طول گل‌های نر بنفش رنگ کوچک و گرد به ندرت به بیش از یک میلی‌متر می‌رسد. گل ماده دارای سه خامه به طول تقریبی ۲ میلی‌متر است. میوهٔ آن یک کپسول گرد به رنگ قهوه ای مایل به سبز است که طول آن به یک سانتی‌متر می‌رسد و به سه تکه تقسیم می‌شود که هر کدام یک دانه دارند. دانه با یک لایهٔ نازک از گوشت قرمز رنگ پوشانده شده‌است.
این درخت در جنگل‌های مرطوب و بارانی مناطق گرمسیری رشد می‌کند.
لاتکس فراوان گیاه از کیفیت بالایی برخوردار بوده و می‌توان از آن در ساخت لاستیک استفاده کرد. برداشت آن دشوار است، بنابراین از نظر تجاری سودمند نیست.